# اچ‌ام‌اس سورپرایز (۱۷۴۶)
اچ‌ام‌اس سورپرایز (۱۷۴۶) (به انگلیسی: HMS Surprize (1746)) یک کشتی بود که طول آن ۱۱۲ فوت ۶ اینچ (۳۴٫۳ متر) بود. این کشتی در سال ۱۷۴۵ ساخته شد.